# 3.23民間全民投票

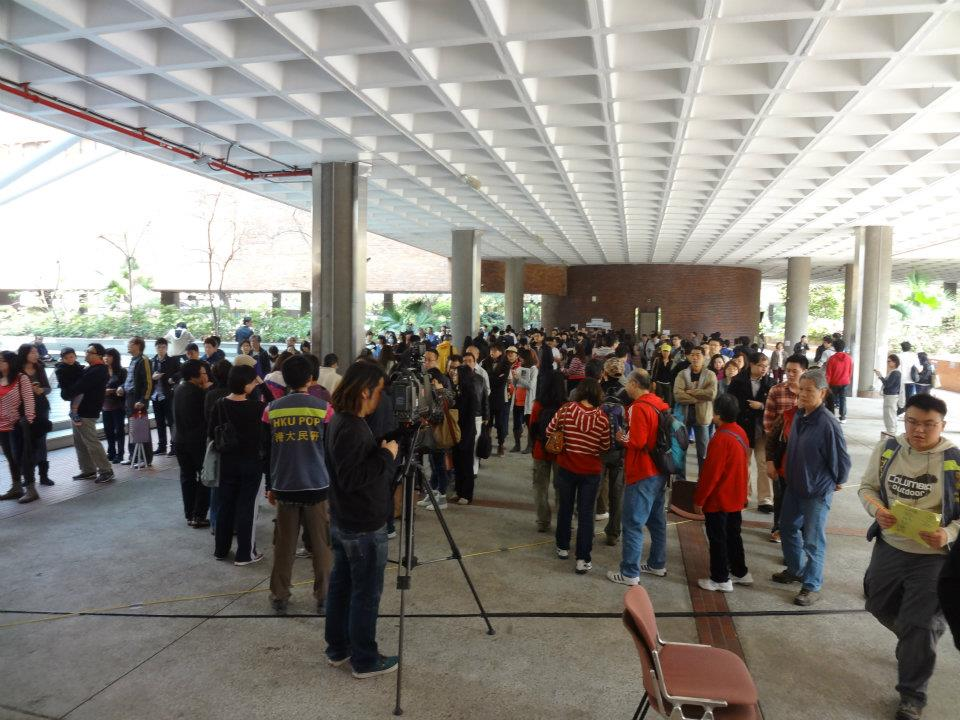
理工大學是全港最大的票站，人龍差不多整天都不散，高峰時一度有500人排隊

3.23-24民間全民投票（3.23-24 Civil Referendum），是一個由香港大學民意研究計劃總監鍾庭耀博士主持的全民投票系統，系統開發目的包括：結合民意調查結果立體展示對2012年香港特別行政區行政長官選舉的民意供市民和選委參考、推動公民參與建構公民社會，以及示範電子投票制度。由2012年3月23日零時零分起，此網上投票系統開放予全港市民投票。投票歷時兩天，至3月24日下午4時結束，結果翌日凌晨零時公佈。

## 投票方式
民間全民投票計劃最初計劃利用網上投票系統方式進行；香港市民可以直接在計劃主網站中投票，或下載並使用iPhone及Android流動應用程式投票。市民在投票之前需要按照步驟，輸入香港身份證8位號碼、香港電話號碼及驗證碼，而系統會向用戶輸入的電話號碼發送短訊驗證以核實投票者的香港市民身份；而投票的市民亦需年滿18歲。
市民在投票頁中可選擇三位香港特首選舉候選人：梁振英、何俊仁、唐英年以及另外的棄權票（白票），共四個選擇。

### 票站位置
民間全民投票票站地址︰
| 香港島 - 柴灣青年廣場 - 香港大學沙宣道會堂（薄扶林） - 香港大學何添堂（薄扶林） - 香港大學校園主部（西半山） - 香港聾人協進會（香港仔鴨脷洲邨） | 九龍 - 香港理工大學（紅磡） - 香港城市大學（九龍塘） - 香港失明人互聯會（觀塘順緻街） - 龍耳(白田)聾人及弱聽綜合服務中心（石硤尾白田邨） | 新界 - 屯門大會堂展覽廳 |

#### 第二階段
正規票站
| - 香港理工大學 (GH201) | - 屯門大會堂 (一樓展覽廳) | - 柴灣青年廣場 (近柴灣港鐵站A出口新翠商場接駁天橋) |

附屬票站
| - 香港大學沙宣道會堂 - 教協銅鑼灣會所* (銅鑼灣堅拿道西15號永德大廈閣樓) - 中環Gallery Exit* (中環善慶街1號地下) - 上環Rat’s Cave* (香港上環太平山街18A-B地下) | - 香港兆基創意書院* (九龍聯合道135號) - 上海街視藝空間* (上海街/咸美頓街交界) - 長沙灣社區二手店* (長沙灣元洲街267號昌發工廠大廈1樓B) - 馬寶寶社區農場* (大埔馬屎埔村) |

流動票站
| - 九龍西 (深水埗黃金電腦商場附近) - 新界東 (沙田大圍港鐵站附近) | - 新界東 (上水港鐵站附近) - 新界西 (元朗炮仗坊附近) | - 新界西* (港鐵錦上路站附近) - 新界西 (荃灣兆和街千色店及路德圍附近) |

## 計劃經過

### 懷疑遭受黑客攻擊事件
在正式開放投票當天早上約七時，該投票系統即遭到黑客以每秒100萬次點擊進行攻擊，系統全日癱瘓。有報道說在技術人員搶修系統時發現證據證明黑客來自中國大陸，但也有報道說系統早已已封鎖外地IP進入系統，故相信攻擊來自本地。事件引起了部分國際媒體關注，當中包括路透社以及英國廣播公司。系統遭入侵後，投票改由人手運作及以紙張投票，職員亦開放全港各區的投票站予市民投票，並將投票日延長至3月24日。後來有達2.3萬香港市民親自前往各投票站改以實體投票，而部分票站至深夜仍有近百人人龍排隊等候投票。
香港大學於24日投票第二日約下午一時三十分向香港警方報案，稱懷疑網站在3月21日及3月23日遭未知來歷的分散式阻斷服務攻擊。經香港商業罪案調查科的調查後，於同日晚上在九龍及新界以涉嫌干犯「有犯罪或不誠實意圖而取用電腦」罪名拘捕兩名香港男子，分別爲一名十七歲姓李男學生及二十八歲文員陳倬賢；同時香港警方帶走了一批電腦器材以作搜證之用。
陳倬賢後被起訴一項企圖刑事損壞罪，即於2012年3月23日企圖損壞屬於香港大學民意研究計劃的電腦。十七歲學生經調查後獲無條件釋放。

### 改以人手運作
在網上投票系統被攻擊而導致癱瘓後，主辦單位立刻在全港大約17個地點增加更多的投票站，同時宣佈投票活動將延長一天至3月24日下午四時。投票第二日主辦單位再另外增加8個投票站。
投票活動最終在3月24日下午五時多結束，當時估計約有近15萬市民參與投票，當中約13.7萬的人數是經網上或流動應用程式投票，1.2萬人是親身到投票站以實物紙張投票。而原定的公佈投票結果的時間為當天晚上十時，但因未能及時完成點票的關係而延至大約凌晨十二時公佈。

## 投票結果
投票結果於3月25日凌晨零時許公佈，總投票人數為222,990人，其中85,154人於票站投票，66,005人於網上投票及71,831人透過智能手機應用程式投票。以下為是次投票經點票後的票數結果：
| 候選人   | 手機票數 | 手機得票率 （不計棄權） | 網上票數 | 網上得票率 （不計棄權） | 票站票數 | 票站得票率 （不計棄權） | 總票數  | 總得票率 （不計棄權） |
| -------- | -------- | ----------------------- | -------- | ----------------------- | -------- | ----------------------- | ------- | --------------------- |
| 1 梁振英 | 14,156   | 19.71% (46.55%)         | 12,116   | 18.36% (42.40%)         | 13,352   | 15.68% (31.53%)         | 39,624  | 17.77% (39.10%)       |
| 2 何俊仁 | 6,610    | 9.20% (21.74%)          | 7,261    | 11.00% (25.41%)         | 11,591   | 13.61% (27.37%)         | 25,462  | 11.42% (25.13%)       |
| 3 唐英年 | 9,644    | 13.43% (31.71%)         | 9,197    | 13.93% (32.19%)         | 17,402   | 20.44% (41.10%)         | 36,243  | 16.25% (35.77%)       |
| 小計     | 30,410   | 42.34%                  | 28,574   | 43.29%                  | 42,345   | 49.73%                  | 101,329 | 45.44%                |
| 4 棄權   | 41,421   | 57.66%                  | 37,431   | 56.71%                  | 42,809   | 50.27%                  | 121,661 | 54.56%                |
| 總計     | 71,831   | 100.0%                  | 66,005   | 100.0%                  | 85,154   | 100.0%                  | 222,990 | 100.0%                |

## 爭議
是次投票雖然吸引超過20萬市民參與投票，但是由於開始投票不久出現黑客攻擊網站，造成一定的爭議。不少市民為了投票出外排隊，造成票站大排長龍，原先的一天投票時間增長至兩天。由於不能使用電子方式投票，只能使用較原始的紙張投票。另外，部份票站的投票結束時間不一以及投票站主要設置在大學及教協，不便市民投票。最後，加快選票點算工作，放棄了市民核實，因此未發現一些重覆的投票以及沒提及無效票的票數。反對此投票的親共傳媒指出：「港大民意研究計劃故意在選舉前夕推出此次投票活動，且工作人員及投票系統有引導選舉者投白票之傾向，計票結果亦有造假可能，係人為製造『流選』結果，與泛民主派合謀一場『流選』的鬧劇以影響選舉。」

## 財務狀況
本計劃共有406名人士捐款支持，總捐款爲$897,019.80。其中有四名無名氏共捐出$500,000。總支出爲$831,974.40，其中包括員工$336,583.40、電腦$261,507.70、票站$124,169.60及其它$109,713.70。

## 外部連結
- 香港大學民意研究計劃全民投票網站（页面存档备份，存于）
- 3.23 民間全民投票 . 選特首，七百萬人要有 "SAY"! facebook專頁